# Türkis (Farbe)
Türkis bezeichnet einen nicht einheitlich definierten Farbton, der zwischen Grün und Blau liegend empfunden wird.
Gemäß der Definition entsteht die Farbvalenz Türkis, wenn Licht wahrgenommen wird, dessen spektrale Verteilung ein Maximum zwischen 475 und 500 nm hat. Der Farbton Türkis wird praktisch synonym für den Farbton Cyan verwendet. Im alltäglichen Gebrauch wird der Begriff Cyan selten genutzt und Türkis bezeichnet eher die Farbvalenz entsprechend den Spektralfarben mit Wellenlängen zwischen 492 und 500 nm und deren weniger gesättigten Varianten. Dabei wird Türkis nicht als Synonym zu Cyan verwendet, sondern bezeichnet Farbtöne, die als grünlicher empfunden werden.

## Etymologie

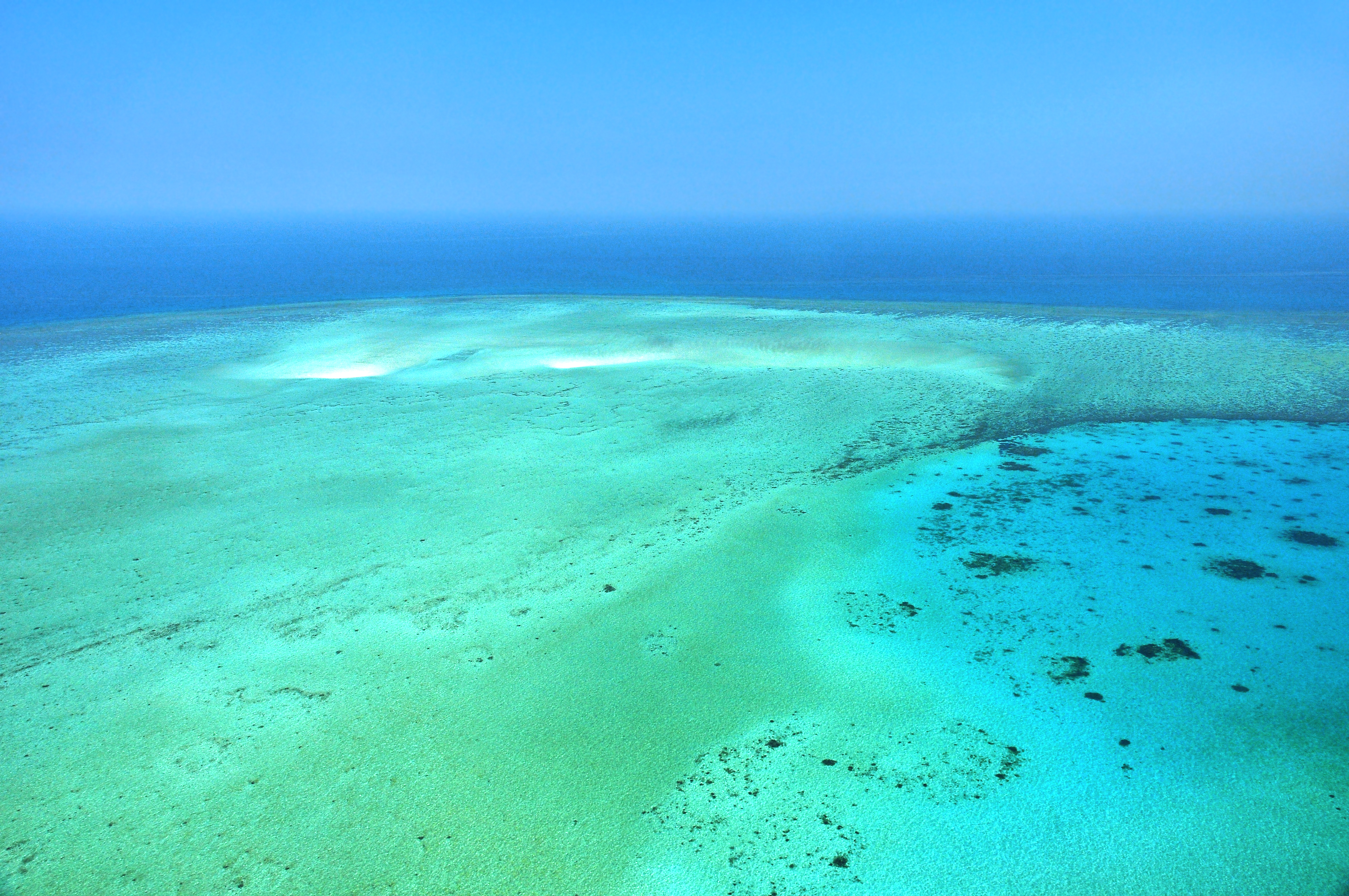
Ansicht des türkisfarbenen Meeres am Great Barrier Reef (Australien)

Der Farbname Türkis leitet sich von der Farbe des Minerals und Schmucksteins Türkis ab, das man im deutschen Sprachgebiet durch türkische Vermittlung kennengelernt hat. Beschreibende Namen für die Türkistöne sind mehr oder weniger an Substanzen oder Objekten orientiert und tendieren
- zum Grünen: Blaugrün, Eisgrün, Türkisgrün, Seegrün
- zum Blauen: Grünblau, Eisblau, Türkisblau, Cyanblau, Aquamarin.

Im Lexikon deutscher Farbbezeichnungen wird erwähnt, dass es vor 1950 keinen Beleg für das Simplex (Grundwort) Türkis als Farbbezeichnung gibt. Ferner wird darauf hingewiesen: „trotz dieser Variationsbreite des Schmucksteins spielt die Bezeichnung Türkis in der neueren Sprache eine zunehmend prominente Rolle als farbtheoretisch interessante Übergangsfarbe. Konventionell erhält Türkis öfter die Definition ‚Blaugrün‘ oder ‚Grünblau‘, wird aber in der Farbwissenschaft unterschiedlich behandelt.“ Erheblich früher erscheint der Steinname in verschiedenen Formen als Vergleichsgröße in Zusammensetzungen, z. B. türkoiszblau (1696) und türckis-blau (1697).

## Farblehre
Die Türkistöne ergeben sich in der additiven Farbmischung durch die Mischung von Blau und Grün. Bei subtraktiver Farbmischung, also beim Ermischen mit Künstlerfarben, ergeben sich Türkistöne durch eine Mischung von vorhandenem Cyan mit geringen Anteilen von Gelb.
Im sichtbaren Spektrum lässt sich der Bereich von 490 bis 495 nm dem Türkis zuordnen.
Die Türkisgruppe hat im RGB-Farbraum etwa den Wertebereich
- dezimal: {\displaystyle {\begin{pmatrix}\,&{[0,210]},255,255\\{[0,110]},180,165&{[0,110]},170,170&{[0,110]},160,185\\\,&{[0,30]},80,80\end{pmatrix}}}
- hexadezimal: {\displaystyle {\begin{pmatrix}\,&{[00,D0]}FFFF\\{[00,70]}B4A4&{[00,70]}AAAA&{[00,70]}A0B8\\\,&{[00,20]}5050\end{pmatrix}}} .

Cyan kann als ein helles, sattestes Türkis abgegrenzt werden, insbesondere wenn es als Grundfarbe der subtraktiven Farbmischung gemeint ist.

## Farbmittel
Das schönste und farbstärkste Farbmittel für Türkis ist Phthalocyaningrün (Heliogengrün). Der ursprüngliche Einsatz erfolgte als Pigment. Durch Änderung der chemischen Gruppen, insbesondere durch Sulfonierung wird es wasserlöslich und ist auch als Textilfarbstoff zugänglich. Kunstmaler benutzten für diesen Farbton gemahlenen Türkis(stein) als Pigment.

## Farbpsychologie
Türkis in der eisigen Tönung wird als die kälteste aller Farben empfunden. Diese Farbe zeigt sich im Meeres- oder Gletschereis.

## Blaugrün und Grünblau
- Blaugrün bezeichnet stark blaustichige Grüntöne, die von den meisten Menschen noch als „grün“ empfunden werden. Bezeichnungen sind etwa Eisgrün, Seegrün. Die aufgehellten  Weißausmischungen, also blasse Farbtöne haben selten eigene Farbnamen.
- Der Grenzfall zwischen Grün und Blau, das Türkis, ist in seiner Zuordnung vom individuellen Empfinden abhängig.
- Grünblau ist stark grünstichiges Blau, wie etwa Eisblau, Cyanblau, Türkisblau, nach dem Edelstein auch Aquamarin. Diese gehen dann in ein „kaltes“ Blau über. Weniger satte Farbtöne nennen sich Hellblau.

## Corporate Design

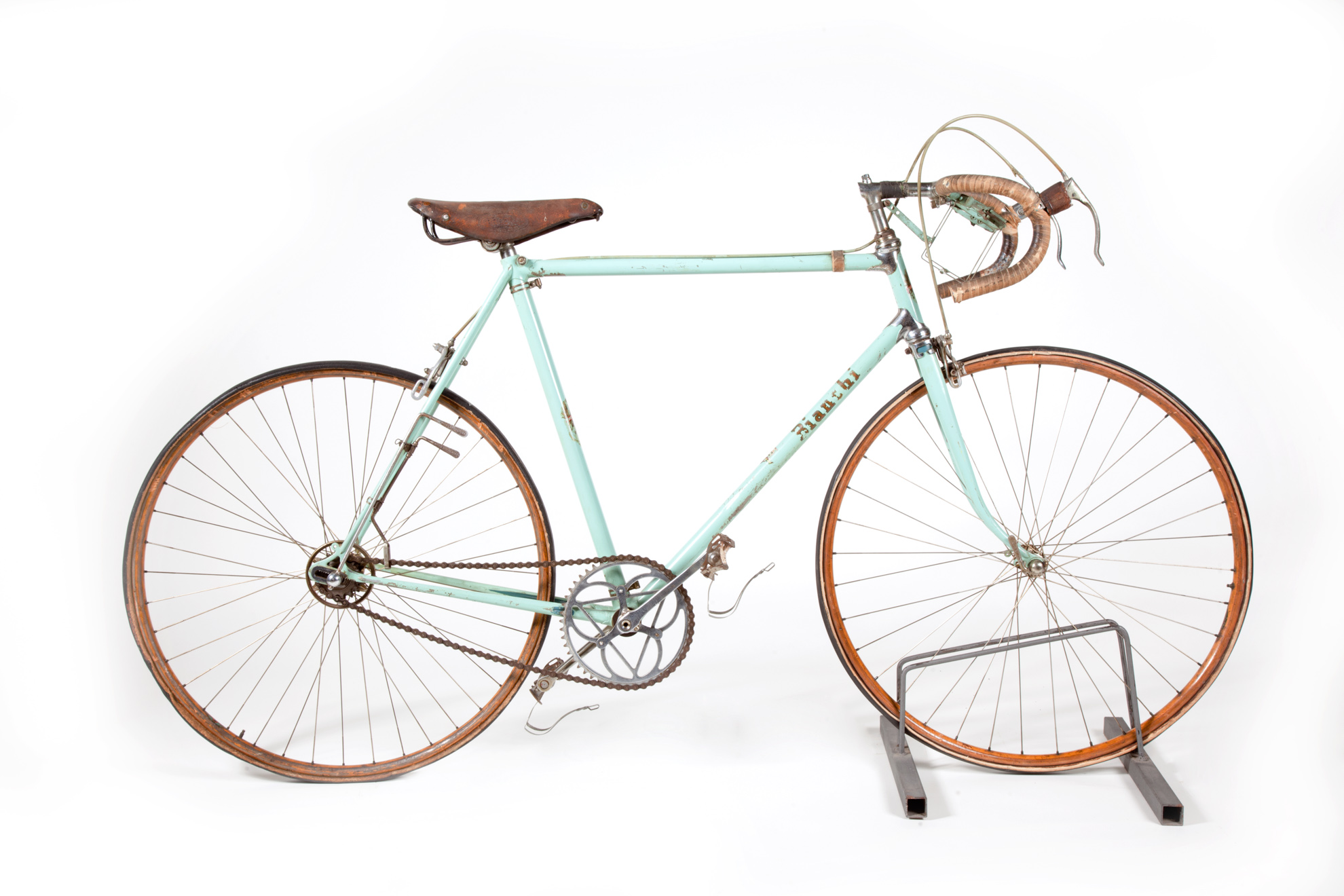
Bianchi-Fahrrad in Celeste (von 1950/1952)

Um eine originäre Farbe als Firmenkennzeichen zu finden, sind die grünblauen Töne je nach Firmenphilosophie begehrt. Oft werden dafür firmeninterne Standards geschaffen, diese farbmetrischen Vorgaben sind mit Farbton und zulässigen Abweichungen ausgestattet. Um ein farbliches Markenzeichen zu erreichen, bestehen dabei für den Farbproduzenten enge Toleranzen.
Das italienische Unternehmen Bianchi führte als Corporate Design den Farbton italienisch celeste ‚helles Himmelblau‘ als Markenzeichen seiner Fahrradlackierung ein. Jedoch waren in der über 130-jährigen Firmengeschichte Abweichungen des Farbtons zum Blauen und zum blauen Grünen nicht zu vermeiden. Dadurch ist dieses Celeste als Corporate Design in der Farbbreite vom Hellblau bis zu Türkistönen vorhanden.
2017 wurde Türkis (neben Schwarz) als Kennfarbe der Österreichischen Volkspartei adoptiert.

## Kunst

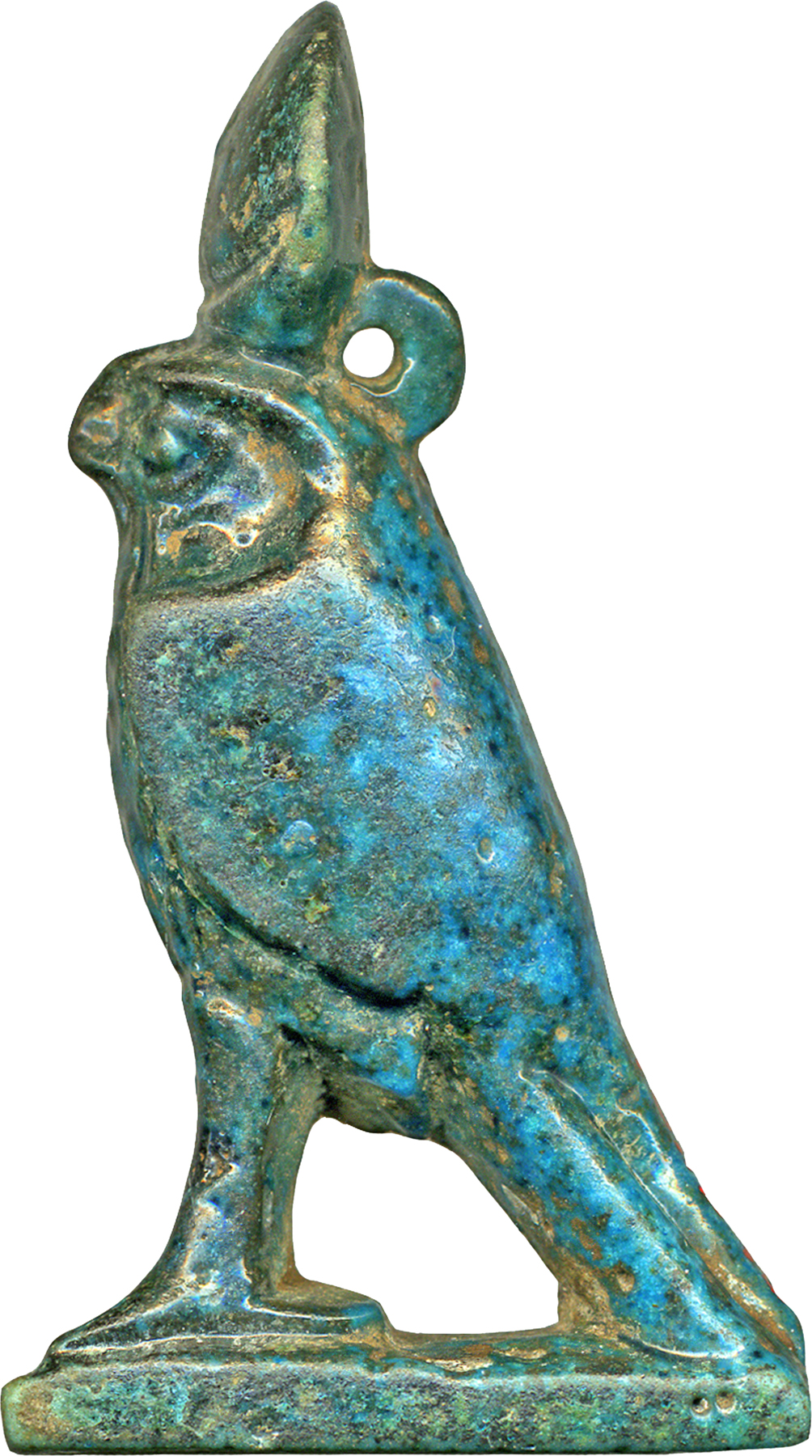
Altägyptisches Amulett, 1070–664 v. Chr., Walters Art Museum, Baltimore

Türkis ist in der orientalischen bzw. islamischen Kunst seit Jahrhunderten eine beliebte Farbe und kommt besonders bei glasierten Kacheln und Keramik häufig vor. Das geht wahrscheinlich auf die sogenannte Ägyptische Fayence zurück, die häufig in Türkis-Tönen gefärbt war, vermutlich als preiswerte Imitation des teuren Steines. Aus diesem Material wurden im Alten Ägypten Gegenstände wie Vasen, Schmuck oder Amulette hergestellt (siehe Abb.). Auch die Friese aus glasierten Ziegeln, die den im 6. Jahrhundert vor Christus erbauten Palast des Darius in Susa schmückten (ausgestellt im Louvre, Paris), sind zum großen Teil türkisfarben. Später spielte die Farbe bei der Dekoration vieler Moscheen oder Mausoleen in Persien (Isfahan, Mahan) und in der heutigen Türkei (Mausoleum Mehmed I. (Yeşil türbe) in Bursa, 1421) eine große Rolle. Ein weiteres Beispiel ist die in Europa bekannte Fayence aus Iznik.

## Galerie

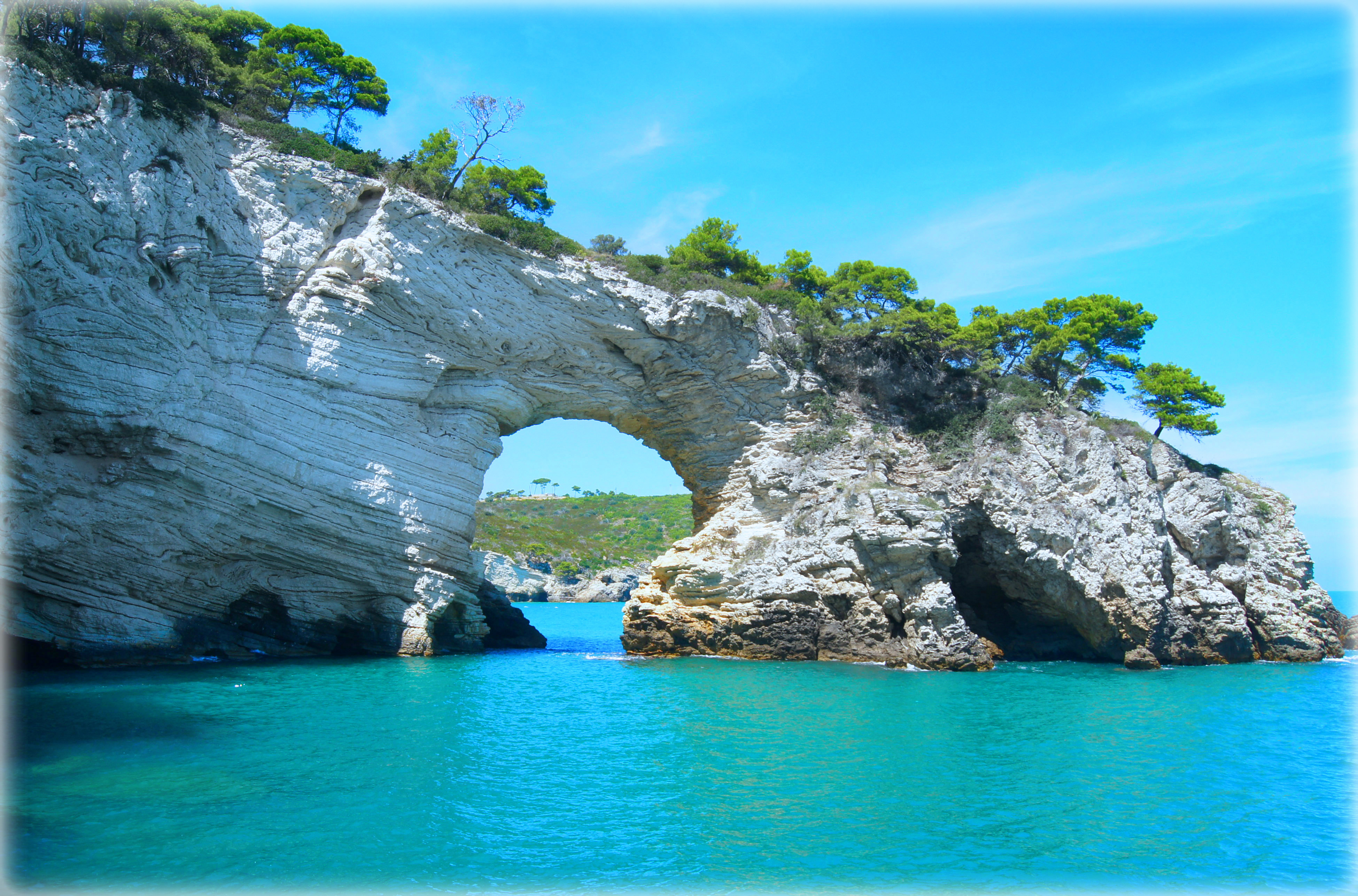
Architiello del Gargano bei Vieste (Italien)
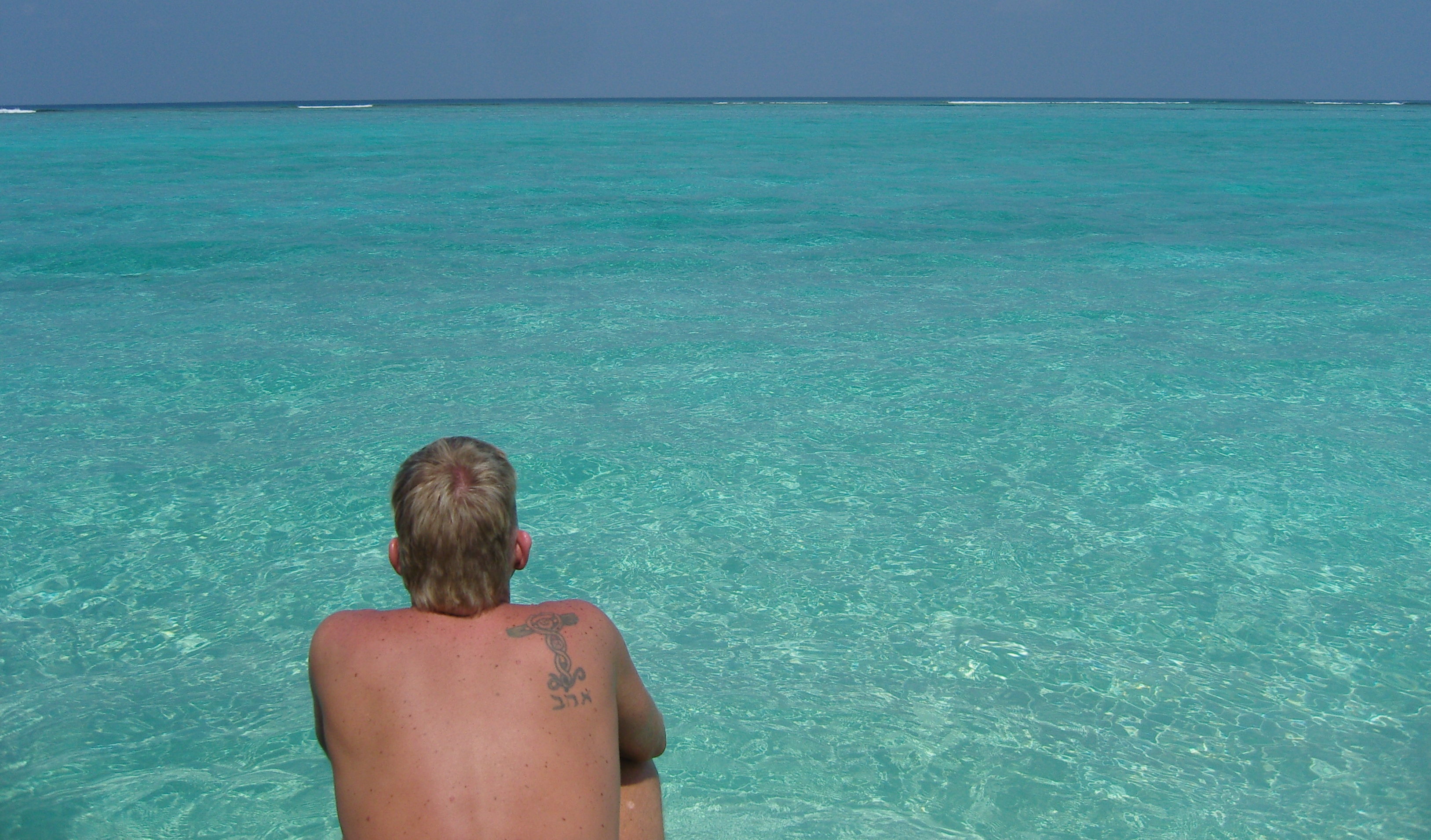
Blick vom Strand einer Malediveninsel aufs Meer
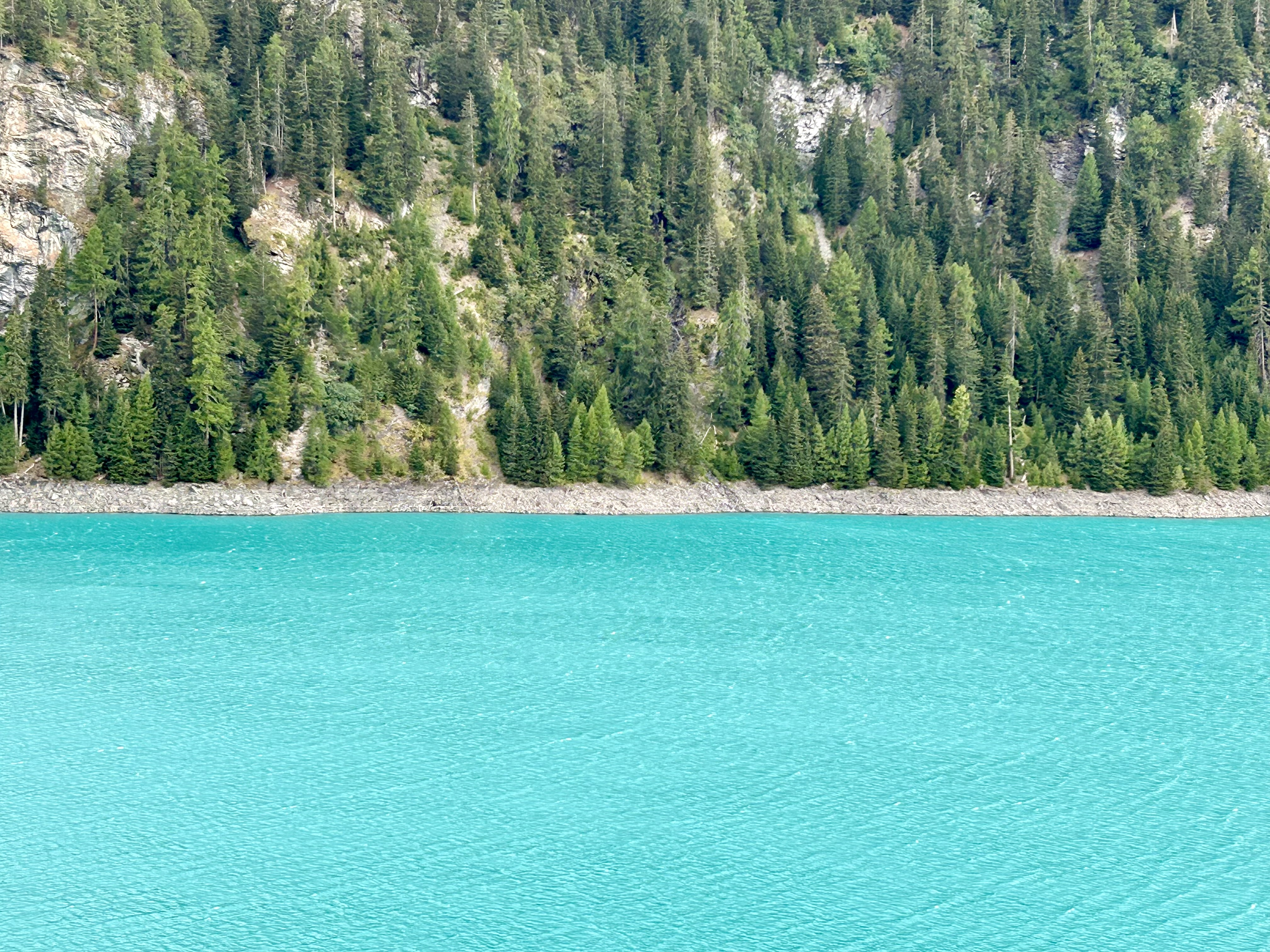
Lai da Marmorera
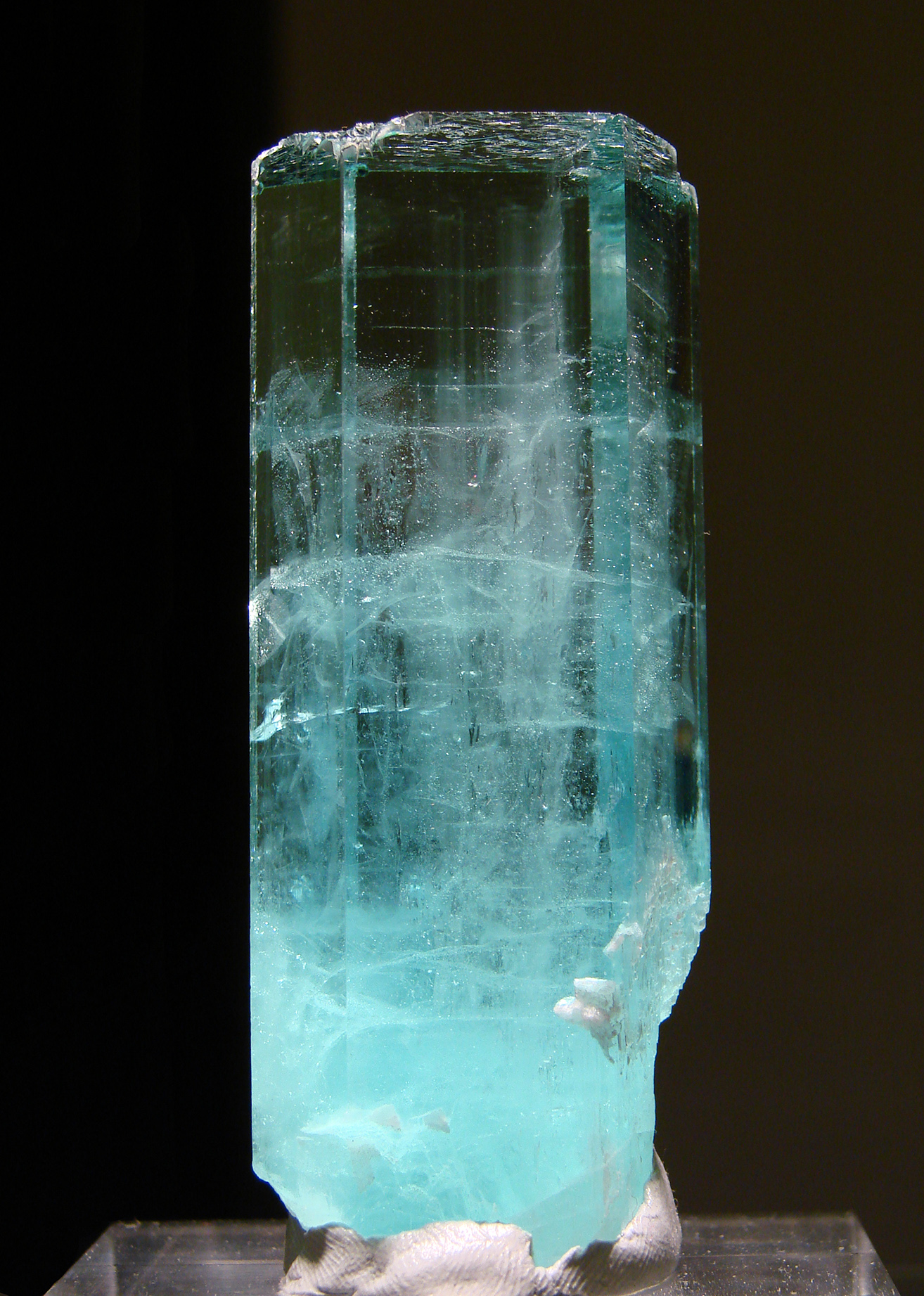
Aquamarin aus Pakistan
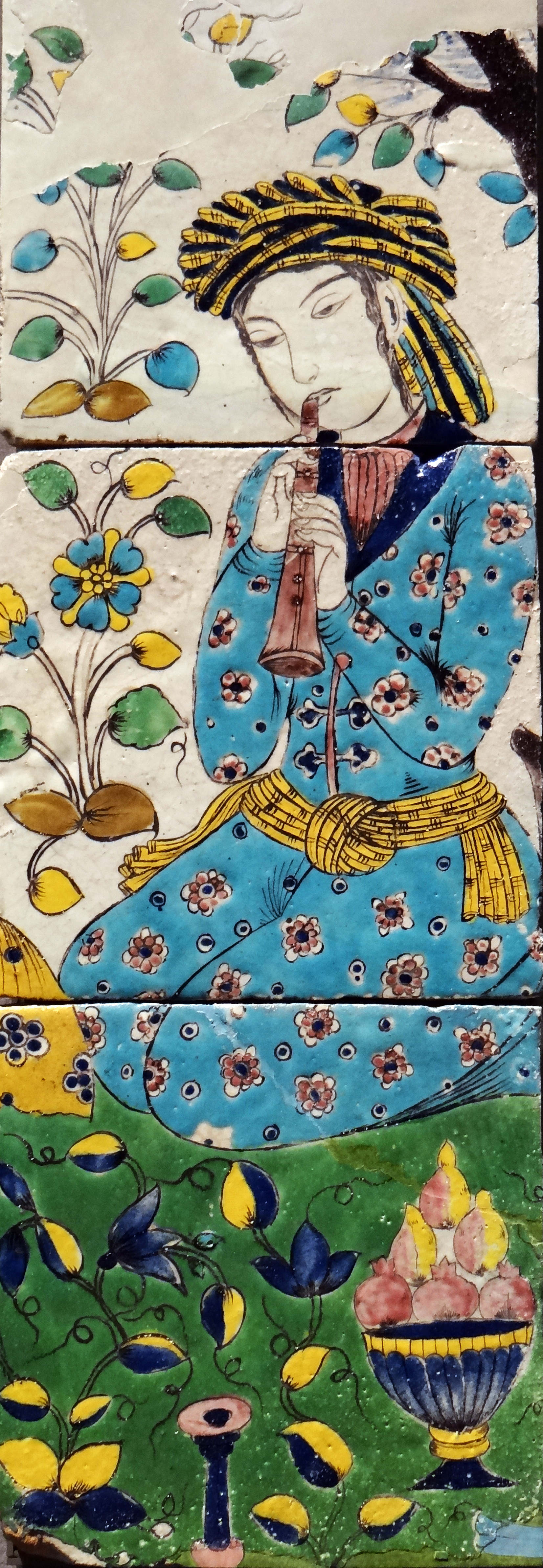
Flötenspielerin, Kachelbild, Persien 1680–1730, Louvre, Paris
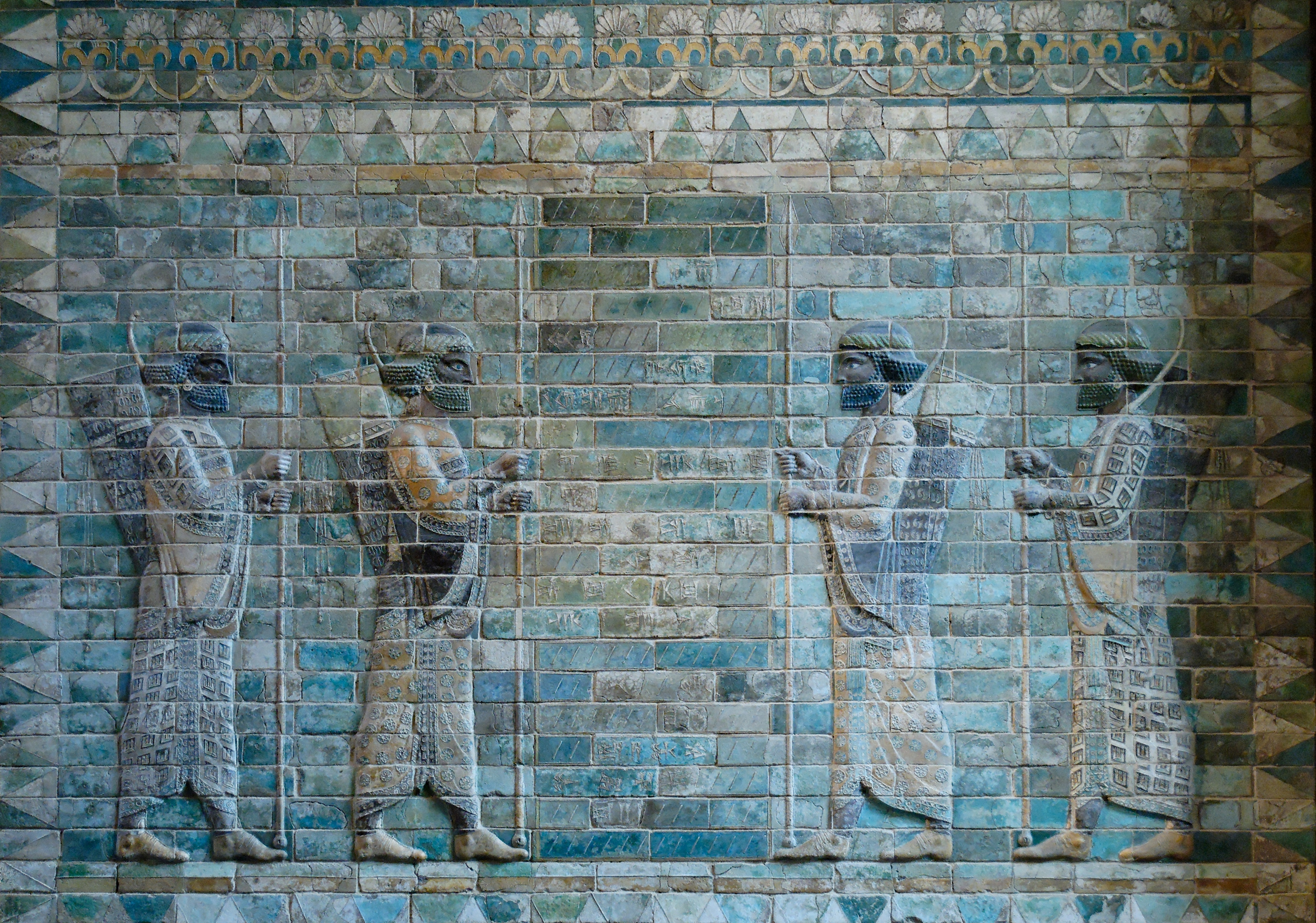
Fries aus dem Palast des Darius, glasierte Ziegel, Susa, ca. 510 v. Chr., Louvre, Paris
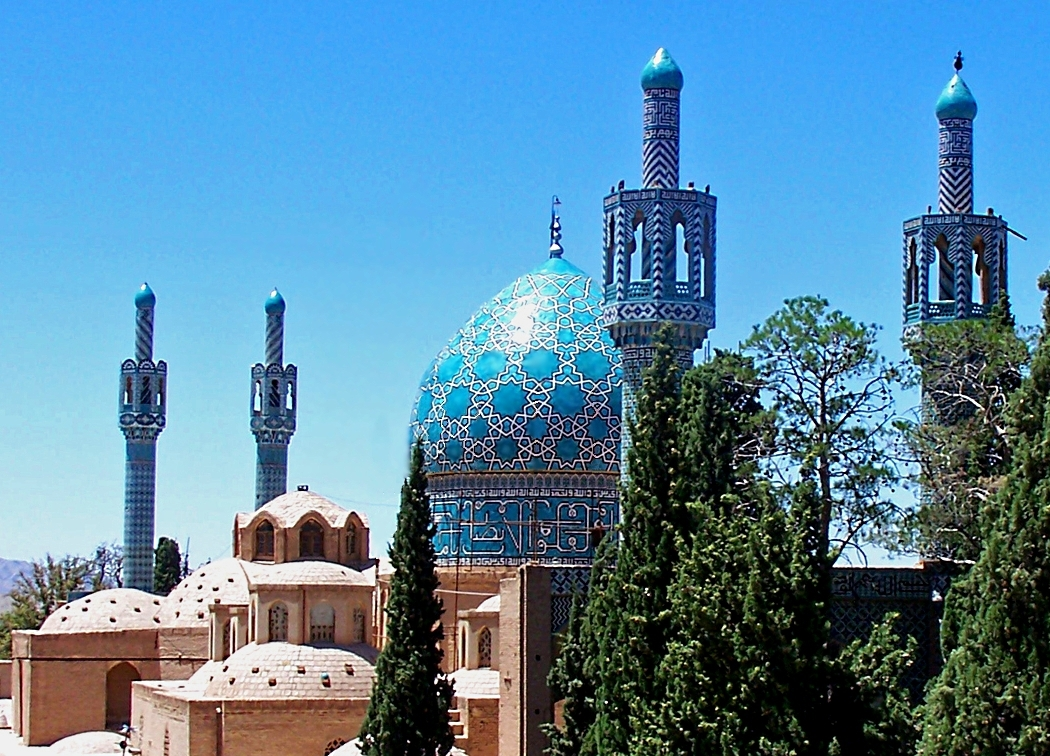
Schah Ne'matollah Mausoleum, Mahan, Iran
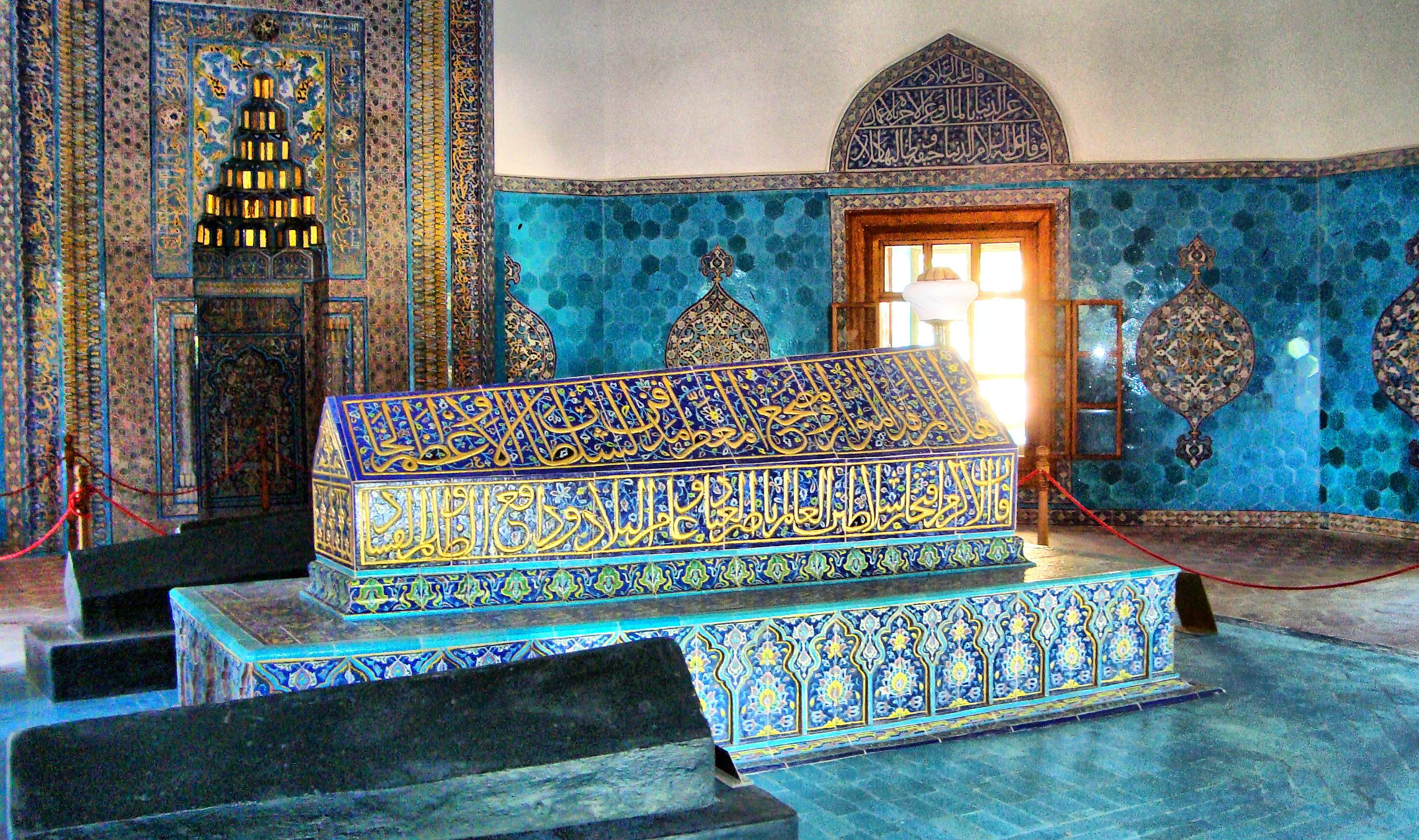
Mausoleum Mehmed I. (Yeşil türbe), 1421, Bursa, Türkei
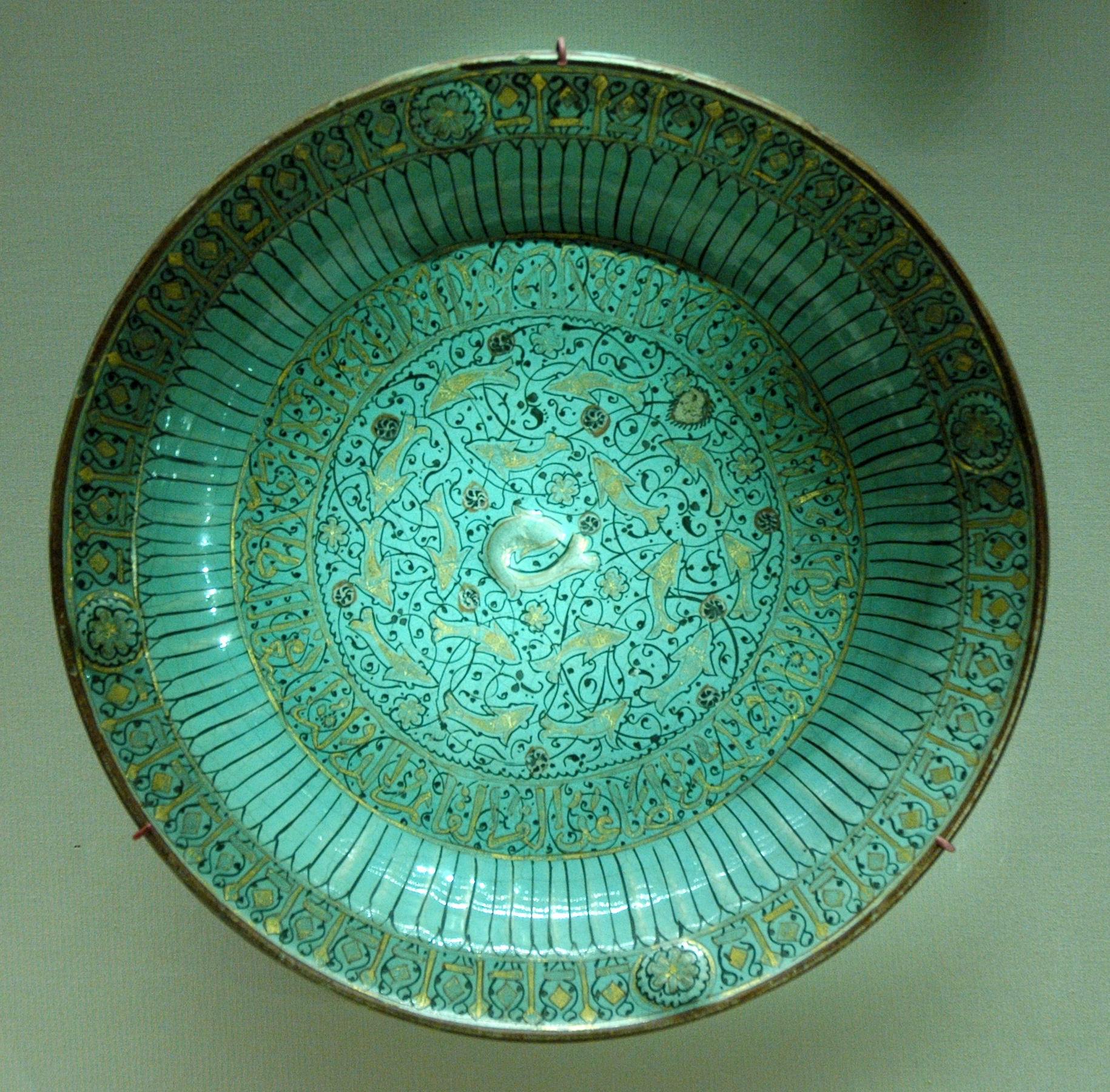
persische Schale, um 1300, Louvre, Paris
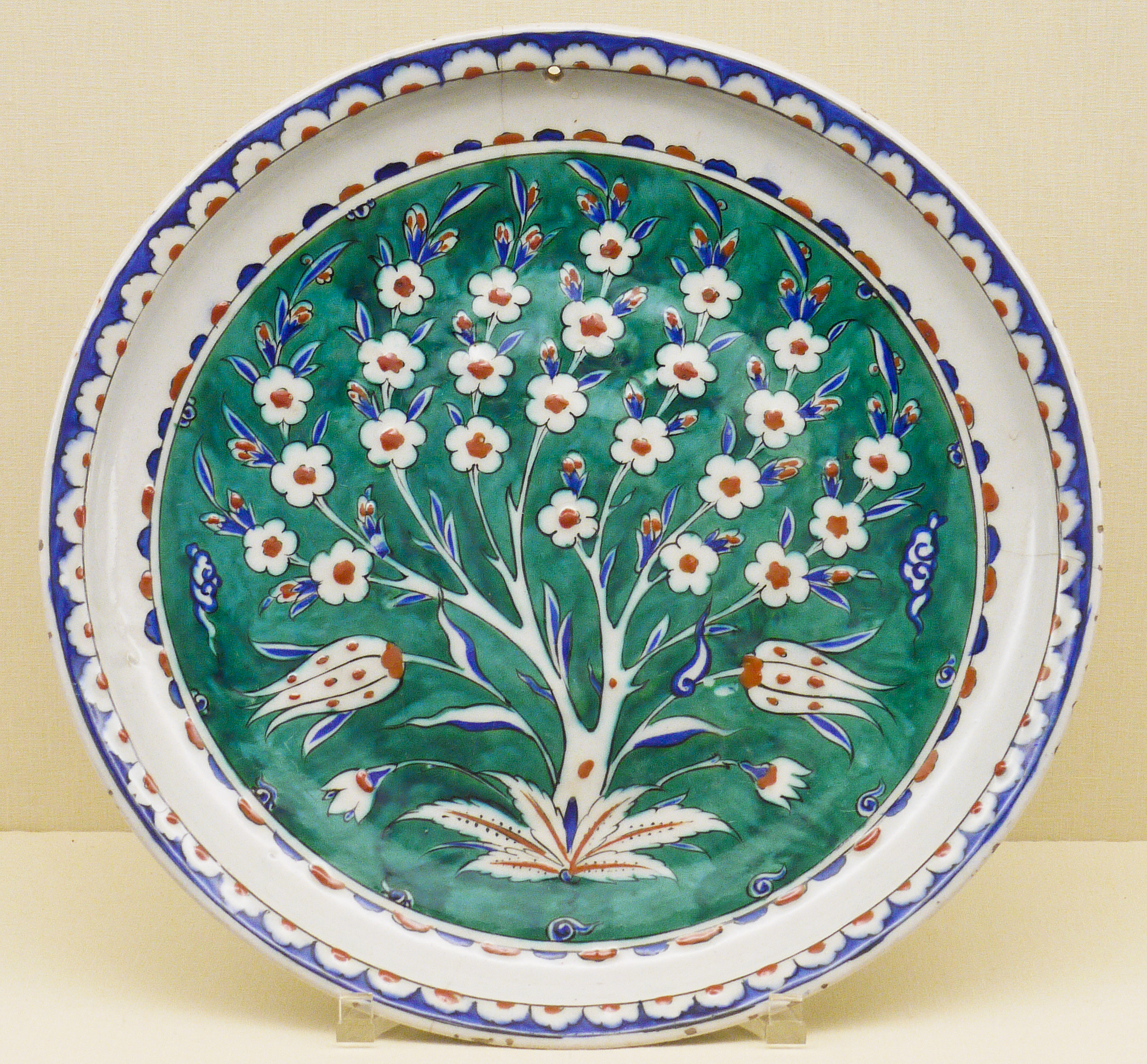
Teller aus Iznik (Türkei), Keramik, 1585, Museu Calouste Gulbenkian, Lissabon
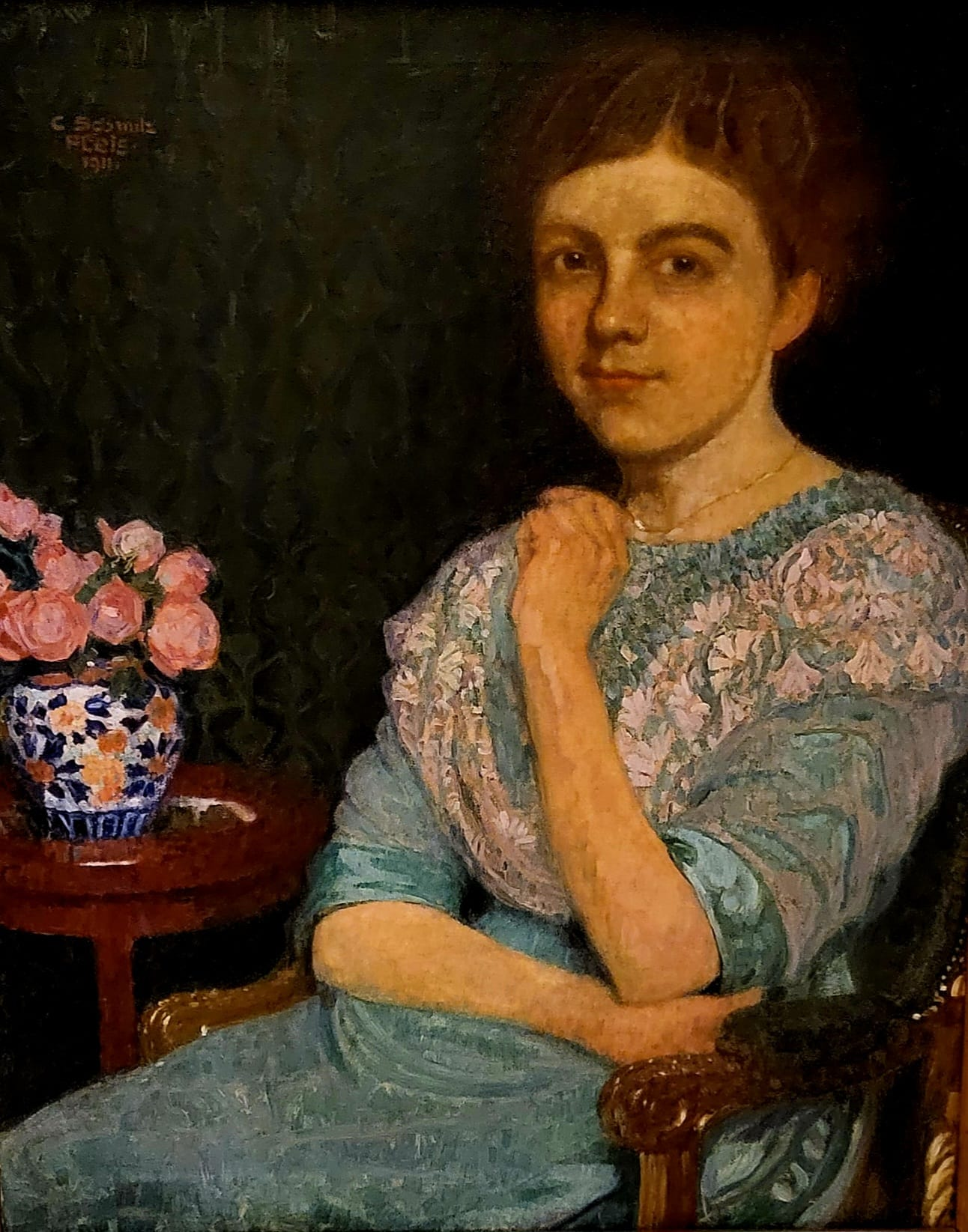
Carl Schmitz-Pleis (1877–1943): Dame in Aquamarin, 1911.